# 神池溪大瀑布
神池溪大瀑布位於高雄市茂林區，濁口溪支流神池溪中段，萬山神池下游溪谷。瀑布標高約1730公尺至1510公尺，落差約220公尺，為高雄市境內單級落差最大的瀑布。由神鬼縱走至神池溪交會點，下溯約2.2公里即可抵達瀑頂。

## 解
1. ↑  根據《臺灣通用電子地圖【NLSC】》、《臺灣通用正射影像【NLSC】》對照。